# Bakhita Szent Jozefina
Bakhita Szent Jozefina Margit (1869–1947) szudáni születésű olasz katolikus apáca, kanossziánus nővér. Szudánban született, kilenc éves kora körül került rabszolgasorba, amikor rabszolga-kereskedők elrabolták. Már nagykorúként Olaszországban kanossziánus nővérként tett fogadalmat, és 45 évig élt és dolgozott apácaként. 2000-ben a Római katolikus egyház szentté avatta.

## Gyermekkora
Körülbelül 1869-ben született Nyugat-Szudán Dárfúr régiójában, Olgossa falujában, Nyala városától nyugatra, közel az Agilerei-hegyhez. Az előkelő daju néphez tartozott; apja a falu törzsfőjének bátyja volt. Szerető család vette körül, három fiú- és három lánytestvére volt. Ahogy az önéletrajzában írja: „Nagyon boldog és gondtalan életet éltem, a szenvedést nem ismertem.”
Körülbelül 7-9 éves kora között, valószínűleg 1877 februárjában azok az arab rabszolga-kereskedők ejtették fogságba, akik idősebb nővérét már két évvel azelőtt elrabolták. Kegyetlenül kényszerítették arra, hogy 960 km-t (600 mérföld) gyalogoljon mezítláb El-Obeidbe, ahol már érkezése előtt kétszer eladták és megvásárolták. 12 éven belül (1877-1889) háromszor adták el újból. Úgy tartják, hogy az emberrablás okozta trauma miatt elfelejtette a nevét, így azt a nevet használta, amelyet a rabszolgatartói adtak neki: Bakhita, ami azt jelenti arabul, hogy szerencsés. Emellett erőszakkal kényszerítették arra, hogy felvegye az iszlám vallást.

## Élete rabszolgaként
El-Obeidben, Bakhitát egy gazdag arab kereskedő vásárolta meg, aki két lányának szobalányaként alkalmazta. Szerették őt és jól bántak vele, de miután megsértette gazdája egyik fiát, valószínűleg egy váza eltörése miatt, a fiú megostorozta, és olyannyira megrugdosta, hogy több mint egy hónapot töltött mozgásképtelenül szalmaágyán. Negyedik tulajdonosa egy török tábornok volt. Annak feleségét és anyósát kellett szolgálnia, akik nagyon kegyetlenül bántak minden szolgájukkal. Bakhita így írt erről az időről: „Az évek során, amelyet abban a házban töltöttem, nem emlékszem egy napra sem, amely seb vagy más hasonló nélkül telt volna el. Amikor egy ostor csapta seb elkezdett gyógyulni, más csapásokkal árasztottak el.”
Azt mondja, hogy az ottani legijesztőbb emléke az volt, amikor őt (más szolgákkal együtt) megjelölték egy olyan eljárással, amely hasonló a hegesítéshez (szkarifikáció) és a tetováláshoz is. Az úrnője ostorral a kezében figyelte, ahogy egy nő egy tál fehér lisztet, egy tál sót és pengét hozott. A lisztet arra használta, hogy mintákat rajzoljon a bőrére, és utána mély vágásokat hasított a bőrén a vonalak mentén. Ezután sóval töltötte a sebeket, hogy biztosítsa a maradandó hegesítést. Összesen 114 bonyolult mintát vágtak a melleire, hasára és a jobb kezére.

## Megtérése és megszabadulása
1882 végére El-Obeid Mahdi felkelők fenyegetettségébe került. A török tábornok előkészületeket tett arra, hogy visszatérjen szülőföldjére. Eladta az összes szolgáját, közülük kiválasztva tízet, hogy később eladja a Kartúmba tartó úton. 1883-ban itt vette meg Bakhitát az olasz alkonzul, Callisto Legnani, aki egy nagyon kedves ember volt. Fogsága óta először élvezhette a békét és a csendességet. Két évvel később, amikor Legnani maga is visszatért Olaszországba, Bakhita könyörgött, hogy vele mehessen. 1884 végére elhagyták a már elfoglalt Kartúmot, majd egy 650 kilométeres teveháton töltött úton Suakinba mentek, amely Szudán legnagyobb kikötője. 1885 márciusában elhagyták Suakint és elindultak Olaszországba. Áprilisban Genova kikötőjében találkoztak egyik barátjuk, Augusto Michieli feleségével. Ez a barát Kartúmból szökött meg velük. Callisto Legnani Bakhitát ajándékul adta Maria Turina Michieli asszonynak, és az új urai hazavitték őt a családi villájukba közel Miránóhoz. Három évig élt velük és gondját viselte Michieli lányának, Alice-nek, aki 1886 februárjában született, és a beceneve Mimmina volt. Az új családjával Bakhita körülbelül 9 hónapot ismét Szudánban töltött.
Suakint is elfoglalták, de angliai-egyiptomi kezekben maradt. Augusto Michieli egy nagy hotelt szerzett ott, és eldöntötte, hogy eladja minden tulajdonát Olaszországban, és véglegesen odaköltözik családjával Szudánba. A ház és a telkek eladása sokkal tovább tartott a vártnál, és 1888 végére Turinának találkoznia kellett férjével, mielőtt az üzlet végbement. Mivel a miranói villát már eladták, Bakhitának és Mimminának szüksége volt egy ideiglenes helyre, hogy megszállhassanak. Az üzleti ügynökük, Illuminato Cecchini tanácsára 1888. november 29-én Turina Michieli asszony a velencei kanossziánus nővérekre bízta őket. Azonban amikor visszatért, hogy mindkettőjüket Suakinba vigye, Bakhita határozottan visszautasította a távozást. Három teljes napon keresztül próbálta Michieli asszony előmozdítani a helyzetet, de a keresztség szentségére felkészítő intézet elöljárója a hatóságokhoz fordult. Ebbe az intézetbe járt Bakhita. 1889. november 29-én az Olasz Bíróság úgy döntött, hogy mivel Szudán már Bakhita születése előtt megszüntette a rabszolgaságot, és mert az olasz törvénykönyv semmilyen esetben sem ismeri el a rabszolgaság intézményét, Bakhita sohasem volt törvényes rabszolga. Bakhita ekkora már elérte a nagykorúságot. Először volt életében olyan helyzetben, hogy irányíthatta a sorsát. Így úgy döntött, hogy a kanossziánusoknál marad.

## Kanossziánus nővérként
1890. január 9-én Bakhitát megkeresztelték az alábbi nevekkel: Jozefina Margit Fortunata, (amely a latin fordítása az arab Bakhitának). Ugyanezen a napon bérmálkozott és vette magához az Eucharisztiát Giuseppe Sarto kezéből, aki Velence pátriárkája volt, maga a jövendőbeli X. Piusz pápa. 1893. december 7-én noviciátusba lépett a kanossziánus nővéreknél és 1896. december 8-án letette fogadalmait ugyanazon Sarto bíborosnál. 1902-ben kinevezték a schioi kanossziánus kolostorba, amely az észak-itáliai Vicenza tartományban volt, s ahol életének további részét töltötte. Az egyedüli hosszú időszak, amikor távol volt 1935 és 1939 között volt, amikor a Misszionárius Noviciátusban tartózkodott Milánóban. Legtöbbször más kanossziánus közösségeket látogatott meg Olaszországban beszélve tapasztalatairól, ezzel segítve a fiatal nővéreket felkészülni az afrikai munkára. Egy erős misszionárius lendület mozgatta őt egész életén keresztül - „az elméjében mindig Isten járt, és a szívében meg Afrika”.
A Schioban töltött 42 év alatt Bakhita dolgozott szakácsként, sekrestyésként, kapusként és rendszeres kapcsolatban volt a helyi közösséggel. Kedvessége, megnyugtató hangja és folytonosan jelenlévő mosolya jól ismertté vált és a vincenzaiak úgy utaltak rá mint Sor Moretta, azaz a "kis barna nővér" vagy Madre Moretta, azaz "fekete anya". Különleges karizmáját és szentségének hírnevét észrevette a rend is; történetének első publikációja 1931-ben (Storia Meravigilosa, írta Ida Zanolini) az egész országban híressé tette. A második világháborúban (1939—1945) a város népének félelmeiben és reményeiben osztozott, akik őt szentnek tartották, és puszta jelenléte miatt biztonságban érezték magukat. Nem egészen hiába, mert a bombák nem kímélték Schiot, de a háború egyetlen áldozatot sem követelt a városban.
Utolsó éveire a fájdalom és a betegeskedés nyomta rá bélyegét. Tolószéket használt, de nem vesztett vidámságából. Ha megkérdezték, hogy hogy van, mindig mosolygott, és azt válaszolta: „ahogy az Úr akarja”. A utolsó óráinak fájdalmában az elméje visszapörgött rabságának idejére, és azt kiáltotta, „A láncok túl szorosak, lazítsa meg egy kicsit, kérem!” Utána egy ideig ismét visszatért. Valaki megkérdezte: „Hogy vagy? Ma van szombat.” „Igen, olyan boldog vagyok: a Miasszonyunk...a Miasszonyunk” Ezek voltak utolsó hallható szavai.
Bakhita 1947. február 8-án halt meg 8 óra 10 perckor. Három napon keresztül tartott a ravatalozás, ahol ezrek jelentek meg leróni tiszteletüket.

## Öröksége és szentté avatása
Egy fiatal diák egyszer megkérdezte Bakhitát: „Mit tennél, ha találkoznál az elrablóiddal?” Késlekedés nélkül így válaszolt: „Ha találkoznék azokkal, akik elraboltak, és azokkal, akik megkínoztak, letérdelnék és megcsókolnám a kezüket. Mert ha ezek a dolgok nem történtek volna meg, nem lettem volna keresztény, és ma pedig szerzetes.”
A szentté avatási kérelmek egyből megindultak, és a folyamat hivatalosan elindult XXIII. János pápa által 1959-ben, csupán tizenkét évvel halála után. 1978. december 1-én II. János Pál pápa kitüntette a "tiszteletreméltó" jelzővel, amely a kanonizációs eljárás első lépése. 1992. május 17-én boldoggá avatták, és ünnepnapja február 8. lett. 2000. október 1-én szentté avatták, így lett Bakhita Szent Jozefina. Afrika modern szentjeként tisztelik, Szudán védőszentje lett.
Bakhita öröksége az, hogy a változás lehetséges a szenvedésen keresztül is. A testi rabszolgaságtól való megmenekülése jelkép mindenki számára, aki értelmet és ösztönzést talál életében a saját lelki rabszolgásból való megszabadulásra. Nagyobb mércével mérve pedig Bakhita története egy rabszolgáról szól, akit erővel térítettek az iszlám hitre, de később a kereszténységet választotta. Ez a történet hűen tükrözi a konfliktust a kereszténység és az iszlám között. 1992 májusában boldoggá avatásának hírét cenzúrázták Kartúm városában, ahová 9 hónappal később Szent II. János Pál pápa személyesen is ellátogatott. 1993. február 10-én, minden kockázat ellenére, óriási tömeggel körülvéve Szudán nagy Zöld-terén (Green Square) a pápa ünnepélyesen tiszteltét adta Bakhitának a saját földjén. „Örvendj, egész Afrika! Bakhita visszatért hozzátok. Szudán lánya, akit eladtak rabszolgának élő áruként, ennek ellenére szabad volt. Szabad a szentek szabadságával.”
XVI. Benedek pápa 2007. november 30-án második enciklikájának kezdetén, melynek címe Spe Salvi (A keresztény reményről), Bakhita egész életének történetét a keresztény remény kiemelkedő példájaként mutatja be. Bakhita népének szenvedése Szudánban még mindig tart.

## Életrajzi könyvek
- African Online News (2000).Josephine Bakhita - an African Saint. 2000 October 14. Hozzáférés ideje: 5 January 2010.
- Burns, Paul; Butler, Alban (2005). Butler's Lives of the Saints: Supplement of New Saints and Blesseds, Volume 1, pp. 52–55. Liturgical Press. ISBN 0-8146-1837-5
- Carter, Rozann (2011). St. Josephine Bakhita and the Door to Holiness. Word On Fire, 2011 Hozzáférés ideje: 7 February 2012.
- Copeland, M. Shawn (2009). St Josephine Bakhita. In: Perry, Susan ed. Holiness and the Feminine Spirit: the Art of Janet McKenzie. New York, pp. 113–118. ISBN 1-57075-844-1
- Dagnino, Maria Luisa (1993). Bakhita Tells Her Story. Third edition, 142 p. Canossiane Figlie della Carità, Roma. Includes the complete text of Bakhita's autobiography (pp. 37–68).
- Davis, Cyprian (2000). Black Catholic Theology: A Historical Perspective. In: Theological Studies, 61, pp. 656–671.
- Hurst, Ryan. Mahdist Revolution (1881-1898) In: Online Encyclopedia of Significant People in Global African History. Hozzáférés ideje: 8 June 2011.
- Hutchison, Robert (1999). Their Kingdom Come: Inside the Secret World of Opus Dei, St. Martin's Press. ISBN 0-312-19344-0
- Maynard, Jean Olwen (2002). Josephine Bakhita: The Lucky One. London, 76 p. ISBN 1-86082-150-2
- O'Malley, Vincent (2001). St. Josephine Bakhita. In: Saints of Africa, pp. 32–35. Our Sunday Visitor Publishing. ISBN 0-87973-373-X
- Roche, Aloysius (1964). Bakhita, Pearl of the Sudan. Verona Fathers, London, 96 p.
- Zanini, Roberto Italo (2000). Bakhita: A Saint For the Third Millennium. Orca Printing Company, 190 p.
- Zanolini, Ida (2000). Tale of Wonder: Saint Giuseppina Bakhita. 8th edition, 255 p. ISBN 2-7468-0294-5

## Fordítás
- Ez a szócikk részben vagy egészben  a   Josephine Bakhita című angol Wikipédia-szócikk fordításán alapul.  Az eredeti cikk szerkesztőit annak laptörténete sorolja fel. Ez a jelzés csupán a megfogalmazás eredetét és a szerzői jogokat jelzi, nem szolgál a cikkben szereplő információk forrásmegjelöléseként.